# Marmolada
Marmolada (en ladino: Marmoleda; en alemán: Marmolata) es una montaña en el noreste de Italia (justo al este de Trento) y la montaña más alta de los Dolomitas (una sección de los Alpes).

## Geografía
La montaña se encuentra alrededor de 100 km nornoreste de Venecia, desde donde puede verse en los días claros. Está formada por una cresta que va de oeste a este. Hacia el sur se rompe repentinamente en acantilados abruptos, formando una cara de roca de varios kilómetros de largo. En la cara norte hay un glaciar comparativamente plano, el único gran glaciar en los Dolomitas (el Glaciar de la Marmolada, Ghiacciaio della Marmolada).
La cresta está compuesta por varias cumbres, decreciendo en altitud de oeste a este: Punta Penia (3.343 m), Punta Rocca (3.309 m), Punta Ombretta (3.230 m), Monte Serauta (3.069 m) y Pizzo Serauta (3.035 m). Un teleférico va hasta la cumbre de Punta Rocca. Durante la época de esquí está abierta la principal ruta de la Marmolada para los esquiadores y snowboarders, haciendo posible bajar esquiando hasta el valle.

## Historia
Paul Grohmann hizo la primera ascensión en 1864, por la cara norte. La primera ascensión por la cara sur fue acometida en 1901 por Beatrice Tomasson, Michele Bettega y Bartolo Zagonel.
Hasta el final de la Primera Guerra Mundial, la frontera entre Italia y el Imperio austrohúngaro pasaba por la Marmolada, de manera que formó parte de la línea del frente durante ese conflicto. Los soldados austrohúngaros estaban acuartelados en profundos túneles excavados en la cara norte del glaciar, y los soldados italianos estaban acuartelados en los precipicios rocosos de la cara sur. Conforme retroceden los glaciares, los restos de los soldados y sus pertenencias se descubren ocasionalmente.
El 3 de julio de 2022, se derrumbó un serac, lo que provocó el deslizamiento de 200 000 m3 de hielo y escombros que mató a once personas e hirió a otras ocho.
En ciclismo, es un paso habitual del Giro de Italia.